# Järpströmmen
Järpströmmen är ett vattendrag i Jämtland som rinner mellan Kallsjön och Liten och ingår i Indalsälvens avrinningsområde och bildar en gemensam sträckning på 420 km. Ån rinner igenom tätorten Järpen.
Järpströmmen har ett kraftverk vid Kallsjöns utlopp vid 382 meters höjd över havet. Kraftverket påbörjades 1939, togs i bruk den 3 november 1944 i Åre kommun och var då den mest avlägsna som producerade elektricitet till Stockholm. Kraftverket stod helt färdigt 1947 och hade då utformats så att det till viss del skulle kunna stå emot bombanfall. Fortum som äger kraftverket anger 2020 att fallhöjden är 67 meter med kapacitet på 114 megawatt och en normal årsproduktion på 420 gigawattimmar.